# 西北大学法学院 (中国)
西北大学法学院是陕西省西安市西北大学的下属学院，法学院同时挂知识产权学院的牌子。

## 历史
西北大学法学院的历史可以追溯至1907年的陕西法政学堂，1953年国家高等院校大调整后，西北大学法律系是全国仅保留的四所重点综合大学法律系之一，1958年，西北大学法律系与中央政法干校西北分校合并，成立了西北政法学院。
1987年法律系恢复重建，2002年正式成立法学院。
2005年11月，西北大学知识产权学院挂牌成立。

## 机构设置
西北大学法学院（知识产权学院）下设机构分为：党政机构、教学科研机构，教辅机构与培训机构。
其中教学科研机构包括法学系、法律硕士教育中心、知识产权保护中心、知识产权案例研究中心、经济法研究中心、国际经济法研究所、陕西省法学院会法经济学研究会。
法学院组建有法学模拟实验教学示范中心。中心组建于2003年，由模拟法庭、模拟司法实验室、法律援助中心、多媒体机房等部分组成。